# Davor Jozić
Davor Jozić (ur. 22 września 1960 w Konjicu) – bośniacki piłkarz grający na pozycji środkowego obrońcy lub pomocnika.

## Kariera klubowa
Jozić wychował się w klubie FK Igman. Następnie trafił do stolicy Bośni i Hercegowiny, Sarajewa, by zostać zawodnikiem tamtejszego klubu FK Sarajevo. W sezonie 1979/1980 zadebiutował w jego barwach w pierwszej lidze jugosłowiańskiej i w swoim pierwszym sezonie wywalczył wicemistrzostwo kraju. Od 1981 roku był podstawowym zawodnikiem tego klubu. Natomiast w 1983 roku wystąpił w przegranym 2:3 finale Pucharu Jugosławii z Dinamem Zagrzeb. Z kolei w sezonie 1984/1985 sięgnął z FK Sarajevo po mistrzostwo Jugosławii, drugie w historii klubu i pierwsze od 1967 roku. W FK Sarajevo grał do lata 1987 roku i łącznie dla tego klubu rozegrał 169 ligowych meczów oraz zdobył 15 goli.
Kolejnym klubem w karierze Jozicia była włoska AC Cesena, w której stał się filarem zespołu obok Alessandra Bianchiego i Ruggiera Rizzitellego. W 1991 roku zespół spadł z Serie A do Serie B i w drugiej lidze Włoch grał do 1993 roku. Następnie wyjechał do Meksyku i przez sezon występował w tamtejszej Américe Meksyk. Od lata 1994 do 1995 pozostawał bez przynależności klubowej i następnie wrócił do Włoch. W sezonie 1995/1996 grał w Spezii Calcio i po roku gry zakończył piłkarską karierę.
| Sezon   | Klub          | Kraj       | Rozgrywki             | Mecze | Bramki |
| ------- | ------------- | ---------- | --------------------- | ----- | ------ |
| 1979/80 | FK Sarajevo   | Jugosławia | Prva liga Jugoslavije | 6     | 0      |
| 1980/81 | FK Sarajevo   | Jugosławia | Prva liga Jugoslavije | 14    | 0      |
| 1981/82 | FK Sarajevo   | Jugosławia | Prva liga Jugoslavije | 22    | 1      |
| 1982/83 | FK Sarajevo   | Jugosławia | Prva liga Jugoslavije | 30    | 7      |
| 1983/84 | FK Sarajevo   | Jugosławia | Prva liga Jugoslavije | 31    | 4      |
| 1984/85 | FK Sarajevo   | Jugosławia | Prva liga Jugoslavije | 29    | 2      |
| 1985/86 | FK Sarajevo   | Jugosławia | Prva liga Jugoslavije | 30    | 0      |
| 1986/87 | FK Sarajevo   | Jugosławia | Prva liga Jugoslavije | 7     | 0      |
| 1987/88 | AC Cesena     | Włochy     | Serie A               | 28    | 0      |
| 1988/89 | AC Cesena     | Włochy     | Serie A               | 30    | 1      |
| 1989/90 | AC Cesena     | Włochy     | Serie A               | 24    | 0      |
| 1990/91 | AC Cesena     | Włochy     | Serie A               | 32    | 0      |
| 1991/92 | AC Cesena     | Włochy     | Serie B               | 32    | 1      |
| 1992/93 | AC Cesena     | Włochy     | Serie B               | 24    | 1      |
| 1993/94 | Club América  | Meksyk     | Primera División      | ?     | ?      |
| 1995/96 | Spezia Calcio | Włochy     | Serie B               | 11    | 0      |

## Kariera reprezentacyjna
W reprezentacji Jugosławii Jozić zadebiutował 12 września 1984 roku w przegranym 1:6 towarzyskim meczu ze Szkocją. W 1988 roku wystąpił z kadrą olimpijską na Igrzyskach Olimpijskich w Seulu. W 1990 roku został powołany przez selekcjonera Ivicę Osima do kadry na Mistrzostwa Świata we Włoszech. Tam był podstawowym zawodnikiem i zagrał we wszystkich spotkaniach Jugosłowian: z RFN (1:4 i gol w 55. minucie), z Kolumbią (1:0 i gol w 73. minucie), ze Zjednoczonymi Emiratami Arabskimi (4:1), w 1/8 finału z Hiszpanią (2:1) oraz ćwierćfinale z Argentyną (0:0, karne 2:3). W kadrze Jugosławii rozegrał łącznie 27 meczów i zdobył dwa gole.